# 高倉家
高倉家（たかくらけ）は、藤原北家藤原長良の子孫にあたる従二位参議高倉永季を祖とする公家・華族である。公家としての家格は半家、華族としての家格は子爵家。
分家に堀河家がある。

## 歴史
平安時代初期の左大臣藤原冬嗣の長男権中納言藤原長良の六男参議藤原清経に発する。その子孫は平安時代・鎌倉時代の間は公卿に昇進できる者は少なかったが、南北朝時代に出た永季は高倉と号して参議に昇進。その子孫は代々公卿に任ぜられるようになり、永季の6世孫永家が権大納言に任ぜられて以降は権大納言を極官とするようになった。
高倉の家名は、邸宅が京都の高倉にあったことによる。公家としての家格は半家、旧家、内々。代々朝廷の装束を担当し、衣紋道を家職とした。
江戸時代の家禄は812石。江戸期の屋敷は二階町東側にあった。家臣には雑掌として長野家、上田家、栗津家、木崎家などがあった。菩提寺は黒谷浄源院。
江戸時代中期の高倉永秀は王政復古を志す尊皇家として竹内式部の垂加神道を支持したが、宝暦事件で徳川幕府の弾圧を受けて落飾。徳川幕府滅亡後の明治24年（1891年）に明治天皇より尊皇の功により従二位が追贈された。
幕末の当主、永祜は戊辰戦争中に東征軍の北陸道鎮撫総督、会津征討総督、奥羽征討越後口総督などを歴任したが、慶応4年（1868年）7月29日に越後国高田の陣中で病没した。
明治維新後の明治2年（1869年）6月17日の行政官達で公家と大名家が統合されて華族制度が誕生すると高倉家も旧公家として華族に列し、明治17年（1884年）7月7日の華族令の施行で華族が五爵制になると、同8日に大納言直任の例がない旧堂上家として永則が子爵に叙せられた。永則は陸軍大佐まで昇進した陸軍将校で日露戦争で戦功をあげて功4級金鵄勲章を受勲。後に貴族院の子爵議員に当選して院内会派研究会に所属した。
高倉子爵家の邸宅は昭和前期に京都市左京区永観堂町にあった。
高倉家伝来の古文書・典籍・装束などは有職文化研究所（旧名「高倉文化研究所」）に所蔵されており、同研究所は伝統保持のための運動を地道に進めている。